# Anna Milewska

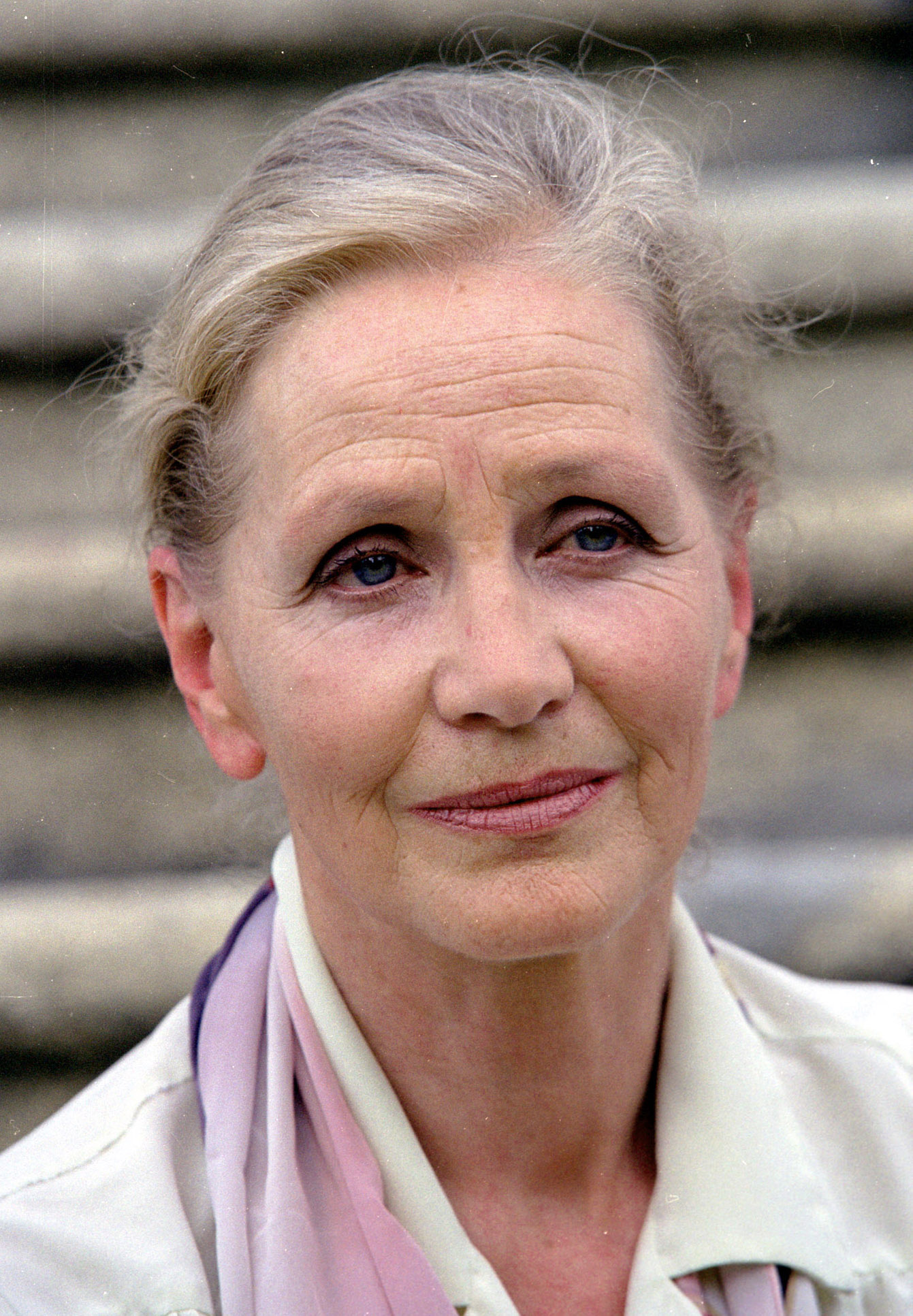
Anna Milewska

Anna Milewska (* 21. Februar 1931 in Warschau) ist eine polnische Schauspielerin und Dichterin. Sie trat in Haupt- und Nebenrollen in polnischen TV-Serien, Kinofilmen und Theaterstücken auf. Mit ihrer Rolle in dem Spielfilm Die Tage des Matthäus wurde sie auch international bekannt.

## Biographie
Ihre Eltern schlossen beide in der Vorkriegszeit ein Studium in Biowissenschaften an der Warschauer Universität ab. Anna Milewska verbrachte ihre Kindheit auf einem Landgut in Podlachien, das ihr Vater selbst bewirtschaftete. Als die Ostfront 1944 näher rückte, zog die Familie zurück nach Warschau.
Im Jahre 1949 legte sie ihr Abitur ab und nahm ein Studium der Kunstgeschichte an der Universität Warschau auf, das sie 1952 abschloss. Anschließend arbeitete sie als Museumsführerin für sechs Monate im Nationalmuseum Warschau unter der Direktion von Stanisław Lorentz. Dieser war zugleich ihr Dozent für Kunstgeschichte. Von 1956 bis 1959 absolvierte sie ein Studium an der 1946 gegründeten Staatlichen Schauspielschule Ludwik Solski in Krakau.
Ihre Karriere als Schauspielerin begann sie auf Theaterbühnen: in Kielce (1959–61), Lodz (1961–63) und Ostrów Mazowiecka (1963–65). Später trat sie in Warschauer Theatern auf.
Mit dem Spielfilmdrama Żywot Mateusza von 1967  (Die Tage des Matthäus), eine Adaption des Romans Die Vögel von Tarjei Vesaas, in dem sie unter der Regie von Witold Leszczynski die Hauptrolle der Olga spielte, wurde sie als Filmschauspielerin international bekannt. Der Film war der polnische Wettbewerbsbeitrag bei den Internationalen Filmfestspielen von Cannes 1968, das jedoch aufgrund der Ereignisse im Mai 68 abgebrochen und kein Preis vergeben wurde. 1969 wurde er im DEFA-Studio synchronisiert. Weitere polnische Spielfilmproduktionen und Fernsehserien mit Anna Milewska wurden in folgenden Jahren in deutschen Synchronfassungen gezeigt. Milewska trat noch dreimal in Filmen von Leszczynski auf: 1981 in Konopielka (Das Dorf, 1982); eine Adaption eines in Polen populären Romans von Edward Redliński; 1985 in Siekierezada (Die Ballade von der Axt, 1988) nach Prosa von Edward Stachura und 2001 in Requiem.
Als Dichterin debütierte sie 1999 mit dem Buch Ludzie mnie pytają (Die Leute fragen mich). Ihr 2000 erschienener Gedichtband Odpłynęli łodzią ist ihrem Ehemann Andrzej Zawada gewidmet. Es folgte 2002 der Lyrikband Kolory czerni (Farben von Schwarz), ebenfalls Zawada gewidmet, der verstorben war. Zusammen mit Anna Binkowska schrieb sie ihre Autobiografie, die unter dem Titel Mogłam sobie pozwolić. Historia Anny Milewskiej (Ich konnte es mir leisten. Die Geschichte von Anna Milewska) 2019 veröffentlicht wurde.

## Filmographie (Auswahl)
- 1967: Żywot Mateusza. Deutsche Synchronfassung 1968: Das Leben des Matthäus
- 1970: Familienleben
- 1977: Lalka
- 1980: Die Familie Połanieckich (DDR-Fernsehen)
- 1980: Polonia Restituta
- 1982: Nieciekawa historia, Verfilmung der Erzählung Eine langweilige Geschichte von Anton Tschechow
- 1988: Kogel-Mogel
- 1995: Die Verwandlungsmaschine
- 1996: Das Geheimnis des Sagala
- 1997: Złotopolscy
- 1998: In den Fallen der Sternenpiraten
- 1999: Hundert Minuten Ferien
- 2018/2019: M jak miłość (TV-Serie)